# Sazeret
Sazeret é uma comuna francesa na região administrativa de Auvérnia-Ródano-Alpes, no departamento Allier. Estende-se por uma área de 17 km². Em 2010 a comuna tinha 150 habitantes (densidade: 8,8 hab./km²).